# Euro NCAP
Euro NCAP (European New Car Assessment Programme, "Programa Europeo de Evaluación de Automóviles Nuevos") es un programa de seguridad para automóviles apoyado por varios gobiernos europeos, muchos fabricantes importantes y organizaciones relacionadas con el sector automoción de todo el mundo. Es un proyecto hermanado con EuroRAP, para la mejora y clasificación de las carreteras de Europa.

## Historia

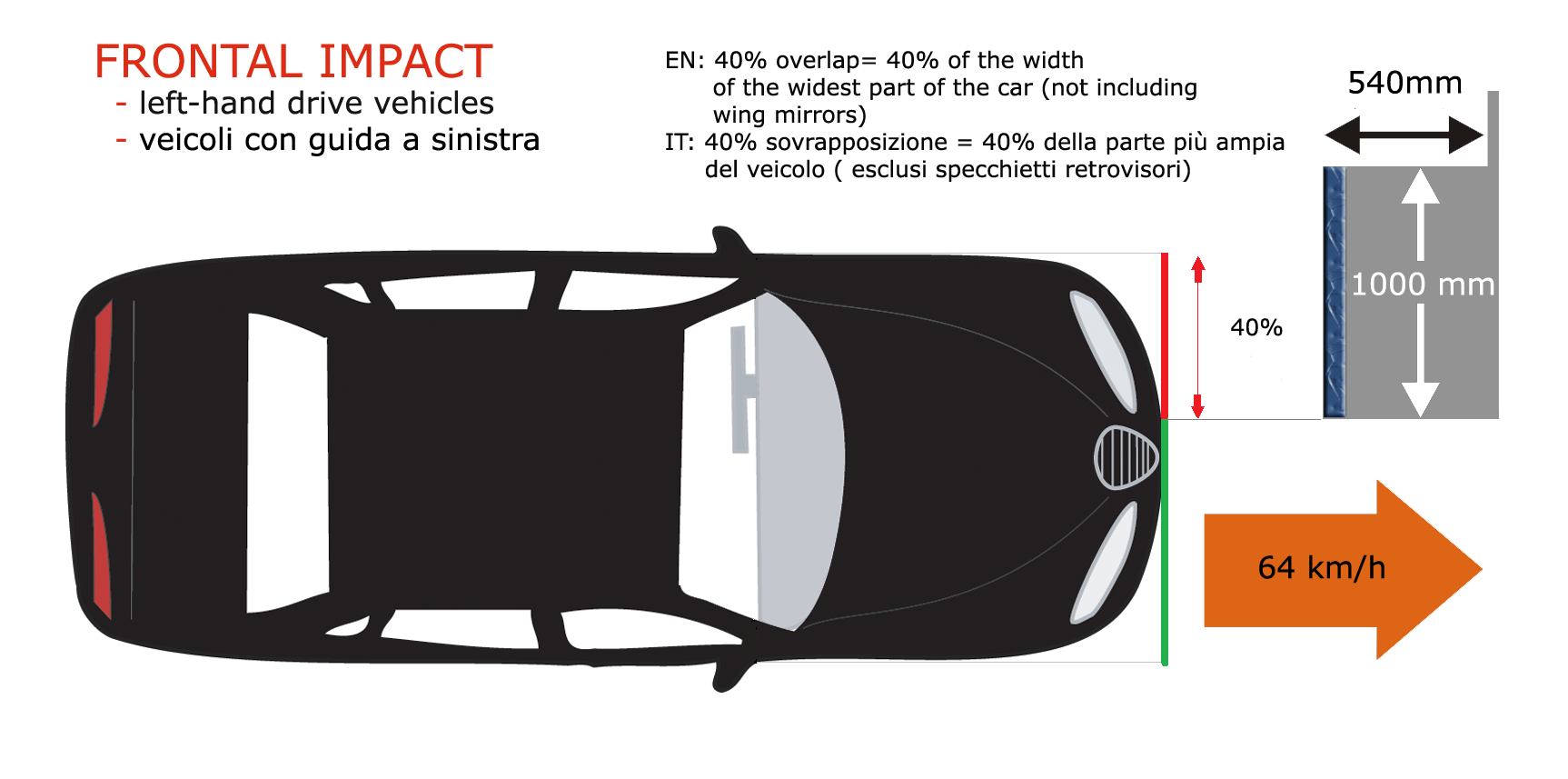
Colisión frontal.

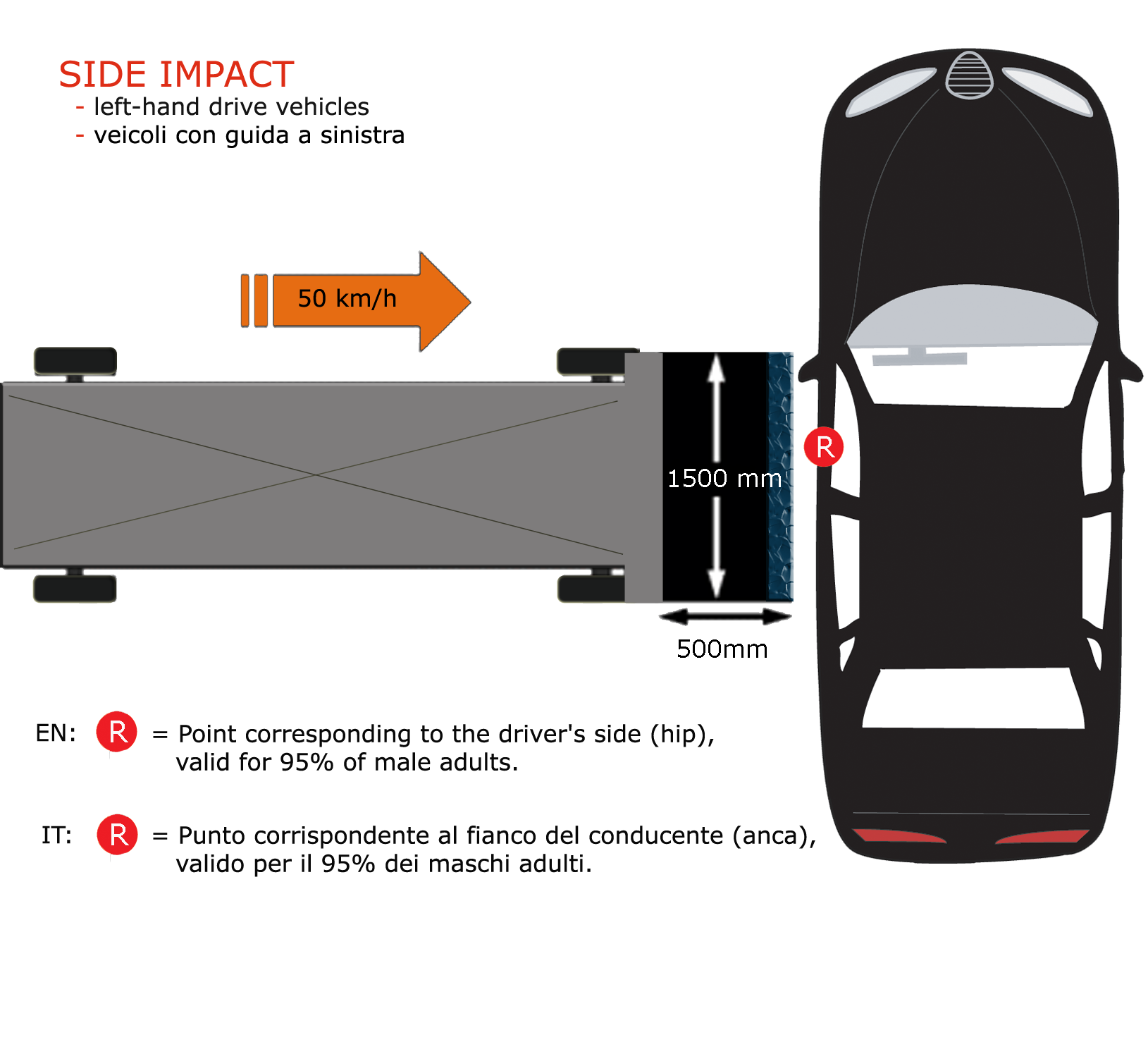
Impacto lateral.

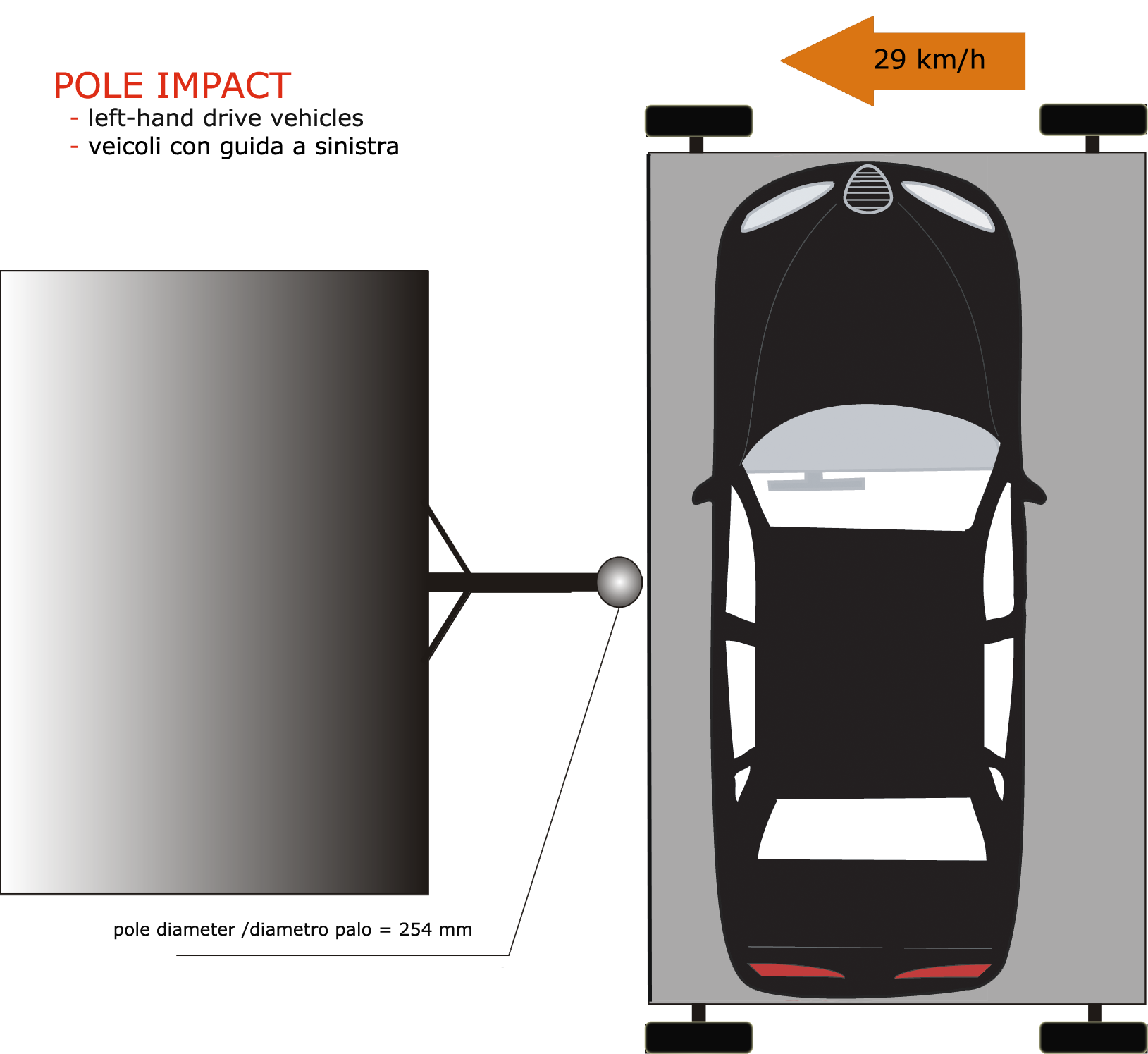
Impacto contra un poste.

A finales de mayo de 1996 finalizó la primera prueba de lo que sería el Euro NCAP, con siete turismos del segmento B.
En noviembre de 1996 se unieron al programa las dos primeras asociaciones, la Federación Internacional del Automóvil y la Administración Nacional de Vialidad de Suecia. Con esta unión, se formó el Euro NCAP e hicieron el discurso inaugural en diciembre de 1996. En 1998, Euro NCAP consiguió el estatus legal cuando se convirtió en asociación internacional bajo la ley belga.
En febrero de 1997 presentaron los primeros resultados en una conferencia de prensa, seguida de una fuerte desaprobación de los principales constructores, entre ellos la desaparecida marca británica Rover (Automóvil),del cual tuvo que retirar su modelo Rover 100, llevándose así la peor valoración, tras el peor resultado de por su severo criterio de evaluación y creían imposible que un automóvil llegara a las 4 estrellas.
En julio de 1997 se presentaron el resultado de la segunda prueba y anunció el Volvo S40 como el primer automóvil en llegar a la catalogación de vehículo con cuatro estrellas Euro NCAP.
En 1999 se trasladaron los puntos operacionales del Reino Unido a Bruselas, Bélgica.
En junio de 2001, el Renault Laguna de segunda generación fue el primer automóvil en conseguir las 5 estrellas de Euro NCAP para la protección de los ocupantes adultos.
A partir de febrero de 2009 se comenzó a poner en práctica una reformulación completa del sistema de evaluación. Como complemento de las ya existentes pruebas de protección a pasajeros adultos y niños en choques y de protección a peatones en atropellos, se añadieron dos pruebas adicionales. La prueba de choque por detrás evaluará principalmente los daños a los pasajeros en el cuello y la espalda. Asimismo, se verificará el funcionamiento de diversos elementos de seguridad activa, tales como el control de estabilidad y el limitador de velocidad.
Además de las pruebas nuevas, se modificó el esquema de puntuación. Habrá una calificación general de hasta cinco estrellas, que abarcará las cuatro áreas de pruebas realizadas a un modelo. De esta manera, se pretende estimular a los fabricantes de automóviles a mejorar el rendimiento en las otras áreas además de la protección a pasajeros adultos.

## Medición
Euro-NCAP realiza pruebas de seguridad pasiva en automóviles nuevos entregando una clasificación en estrellas basada en el comportamiento del automóvil en pruebas de impacto frontal y lateral. En los últimos años se ha incorporado una prueba de medición de seguridad de niños a bordo, así como de peatones en caso de atropello. Hasta 2009, ambas se medían también con puntos y en estrellas. Desde entonces, se publicará únicamente un porcentaje de efectividad en cada área.
La prueba de impacto frontal es de tipo descentrado (off-set), y se realiza a 64 km/h (40 mph) contra una barrera deformable. La prueba de impacto lateral estándar se realiza a 50 km/h (30 mph) contra una barrera móvil. La prueba complementarias de impacto lateral contra un poste para medir la protección de la cabeza del conductor se realiza a 29 km/h (18 mph) moviendo la plataforma sobre la que se sitúa el automóvil contra una bola metálica. Las pruebas de protección de peatones se realizan a 40 km/h (25 mph). El Euro-NCAP no realiza pruebas de vuelco ante un accidente.
Una prueba completa tarda hasta seis semanas.

## Categorías
Como no se pueden comparar los resultados de las pruebas de automóviles muy distintos, Euro NCAP define varias categorías:
- Supermini ("Automóviles pequeños") - Incluye a turismos del segmento A y del segmento B, y a algunos monovolumenes, como el Nissan Note, el Opel Meriva y el Fiat 500L.
- Small Family Car ("Automóviles medianos") - Incluye a turismos del segmento C, y a algunos del segmento B, como el Dacia Logan, el Volkswagen Golf y el Mercedes-Benz Clase A.
- Large Family Car ("Automóviles grandes") - Incluye a turismos del segmento D, y algunos del segmento C, como el Citroën C4 Picasso, el Audi Q5 y el Volvo S60.
- Executive ("Automóviles de lujo") - Incluye a turismos del segmento E.
- Small MPV ("Monovolúmenes medianos") - Incluye a monovolúmenes de los segmentos B y C y a furgonetas pequeñas.
- Large MPV ("Monovolúmenes grandes") - Incluye a monovolúmenes del segmento D.
- Roadster sports ("Deportivos") - Incluye a automóviles deportivos asequibles con carrocería descapotable.
- Small Off-Road 4x4 ("Todoterrenos medianos") - Incluye a todoterrenos de los segmentos C y D
- Large Off-Road 4x4 ("Todoterrenos grandes") - Incluye a todoterrenos de los segmentos D, E y F, y al Jeep Cherokee.
- Pick-up ("Pickups") - Incluye a pickups medianas.

## Protocolos
Los resultados se agrupan en 15 protocolos principales, incrementándose las exigencias:
- 1997-2002 (archivo)
- 2003-2007 (archivo)
- 2008 (archivo)
- 2009 (archivo)
- 2010-2011 (archivo)
- 2012 (archivo)
- 2013 (archivo)
- 2014 (archivo)
- 2015 (archivo)
- 2016-2017
- 2018-2019
- 2020-2022
- 2023-2025
- 2026-2028[7]
- 2029+

Al 2024, muchos coches hacen un uso excesivo de las pantallas táctiles, por lo que esto será penalizado a partir de 2026.

## Validez
Los puntajes NCAP son válidos dentro de su región. Algunos vehículos cuentan con menos equipamiento estándar al ser importados por otros países.

## Etiquetado obligatorio
Desde 2020, es obligatorio mostrar una etiqueta de seguridad con todas la unidades de exposición en Malasia. La información impresa no indica la presencia de sistema antibloqueo de ruedas, control de estabilidad, sistema de control de la presión de los neumáticos, hill-holder, asistente de velocidad inteligente, eCall de choque, eCall de presencia, de advertencia de alcoholemia, fatiga o distracción y technología anti-robo y ausencia de keyless como ventajas. Parece que los NCAPs menos estrictos que el local o que no penalizan la inflamabilidad, toxicidad del incendio, toxicidad del ciclo de vida, verdadero impacto climático, impacto acuífero, impacto laboral y sobre la población, impacto sobre la biodiversidad, baja ciberseguridad o a los vehículos pesados o enemigos de los peatones no están prohibidos.